# Brachinus cinctipennis
Brachinus cinctipennis är en skalbaggsart som beskrevs av Louis Alexandre Auguste Chevrolat. Brachinus cinctipennis ingår i släktet Brachinus och familjen jordlöpare. Inga underarter finns listade i Catalogue of Life.